# Villesèquelande
Villesèquelande település Franciaországban, Aude megyében. Lakosainak száma 875 fő (2022. január 1.). Villesèquelande Arzens, Caux-et-Sauzens, Pezens és Sainte-Eulalie községekkel határos.

## Népesség
A település népessége az elmúlt években az alábbi módon változott:
| Lakosok száma | 342  | 521  | 506  | 769  | 867  | 879  | 896  | 911  | 899  | 875  |
|               | 1968 | 1982 | 1990 | 2006 | 2013 | 2015 | 2017 | 2019 | 2020 | 2022 |